# Ryuichi Kiyonari

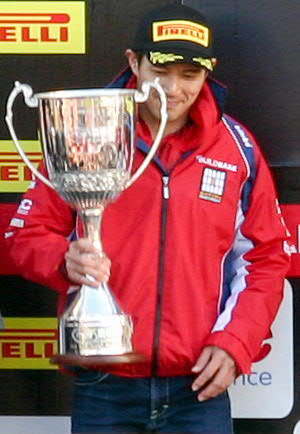
Ryuichi Kiyonari 2014.

Ryuichi Kiyonari, född 23 september 1982 i Saitama är en japansk roadracingförare.

## Roadracingkarriär
Kiyonari började tävla i roadracing 1996. Från säsongen 1998 till 2001 körde han i det japanska 125cc-mästerskapet. 2002 bytte han till japanska supersportmästerskapet och vann det. Roadracing-VM 2003 fick Kiyonari abrupt hoppa in i MotoGP-klassen och ersätta Daijiro Kato som förolyckats på Suzukabanan. Han körde året ut för Telefónica Movistar Honda och kom på 20:e plats i VM. Han gjorde också en start i Supersport-VM det året och kom tvåa på Sugobanan.
Från 2004 till 2007 körde Kiyonari British Superbike Championship med placeringarna 6, 5, 1 och 1. Efter att ha vunnit det brittiska Superbike-mästerskapet två gånger gick Kiyonari upp till Superbike-VM. Han kom trea i det tionde heatet för säsongen, då han ledde innan den sista kurvan, men blev omkörd på rakan på Monza. Han vann dock sin första seger senare samma år, då han vann dubbelt på Brands Hatch, efter att ha kört förbi Troy Bayliss i slutet av det första heatet när han tog sin debutseger. Kiyonari slutade på nionde plats Superbike-VM 2008 och fortsatte i klassen säsongen 2009. Det gick något sämre med blott två pallplatser och en slutlig elfteplats. 2010 var Kiyonari tillbaka i British Superbike Championship och vann mästerskapet för tredje gången. Han kom sexa 2011. Säsongen 2012 körde han istället Asian Road Race Championship och vann det. Kiyonari återvände åter till de brittiska mästerskapen 2013 och kom på sjätte plats. Han förbättrade resultatet till en andraplacering 2014.
Kiyonari har också vunnit enduranceloppet Suzuka 8-timmars tre gånger: 2005 med Tohru Ukawa, 2008 med Carlos Checa och 2010 med Takumi Takahashi och Takaaki Nakagami. Samtliga gånger på en Honda.